# Nemila
Nemila es un pueblo ubicado en el territorio de Zenica, en el cantón de Zenica-Doboj, Bosnia y Herzegovina.

## Superficie
Posee una superficie de 18,11 kilómetros cuadrados.

## Demografía
Hasta 2013 la población era de 2508 habitantes, con una densidad de población de 138,5 habitantes por kilómetro cuadrado.